# Canal Icy

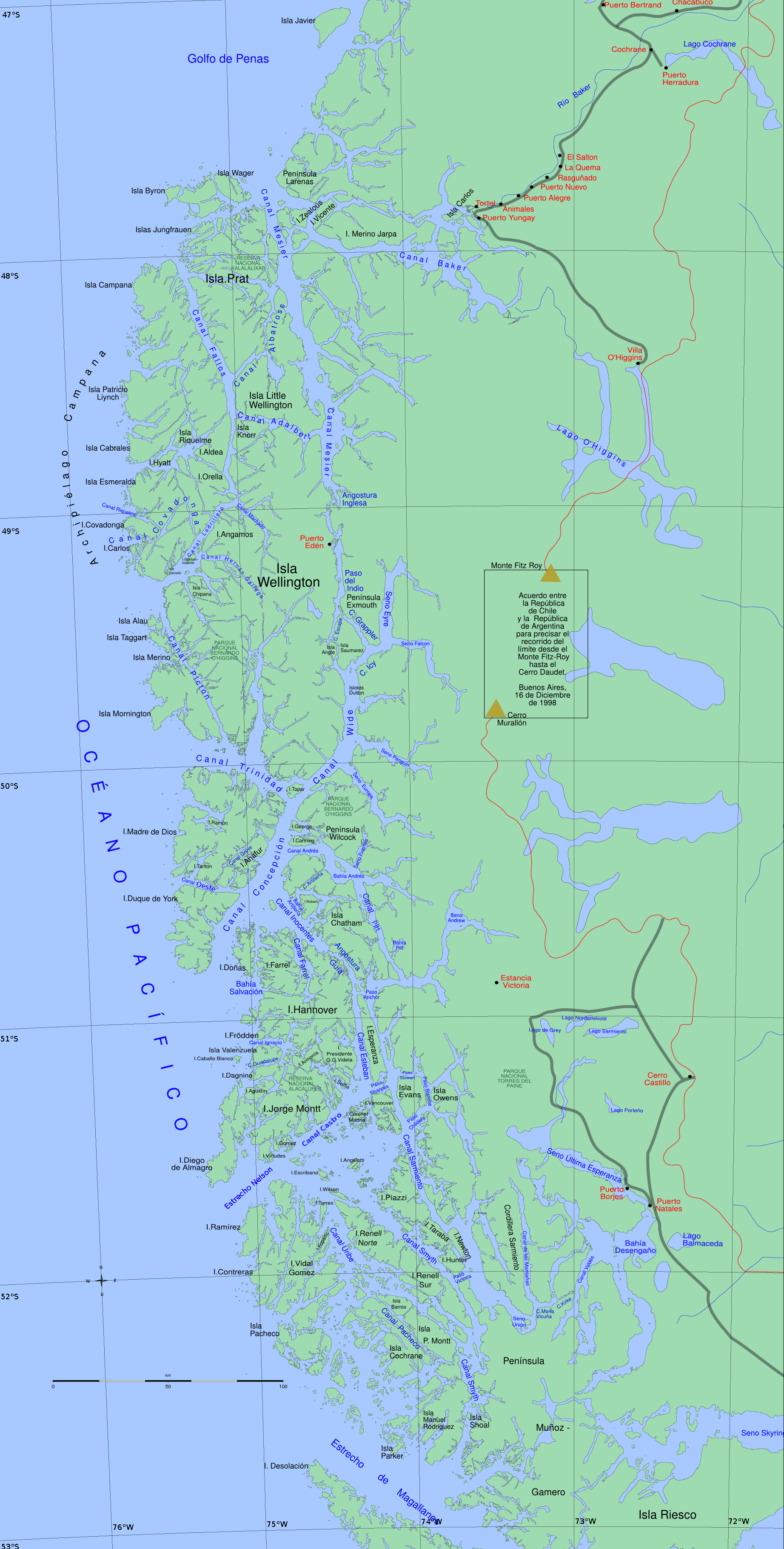
Golfo de Penas - Estrecho de Magallanes

El canal Icy  está situado en el océano Pacífico en la región austral de Chile, al sur del golfo de Penas, es uno de los canales patagónicos principales, longitudinales, de la Patagonia chilena. Es la continuación hacia el sur del canal Grappler.
Administrativamente pertenece a la provincia de Última Esperanza de la XII Región de Magallanes y la Antártica Chilena.
Desde hace aproximadamente 6.000 años sus costas fueron habitadas por el pueblo kawésqar. A comienzos del siglo XXI este pueblo había sido prácticamente extinguido por la acción del hombre blanco.

## Recorrido
Mapa del canal
Comienza a la altura del extremo sur del promontorio Exmouth en coordenadas 49°33′S 74°13′O / -49.550, -74.217 y termina a la cuadra de los islotes Dutton en coordenadas 49°42′00″S 74°21′00″O / -49.70000, -74.35000 donde comienza el canal Wide. 
Su dirección inicial es hacia el SW por 7½ nmi para luego virar hacia el S por 4 nmi más siendo su largo total de 11½ millas marinas. Corre entre la costa continental por el este y las islas Saumarez y Wellington por el oeste.  Debe tenerse especial vigilancia con  los témpanos que bajan desde el seno Eyre. Sobre la ribera este del canal abren bahía Cascada y caleta Héctor aptas solo para embarcaciones menores. En su curso se encuentra el faro isla Mason instalado en isla Mason.

## Geología y orografía
En el pasado se produjo un hundimiento del territorio provocado por el encuentro, frente a la península de Taitao, de tres placas tectónicas: la de Nazca y la Antártica que se mueven hacia el este, y la Sudamericana que se desplaza hacia el oeste. Esta situación ocasionó un notorio hundimiento del borde de la placa Sudamericana bajando los suelos a su nivel actual, lo que se puede comprobar por la fragmentación del territorio y la penetración del mar en los lugares hundidos, surgiendo gran cantidad de islas.
Data de la época terciaria; y es producto de la misma causa geológica que hizo aparecer primero la cordillera de la Costa y luego la de los Andes. En la edad glacial, tomó su aspecto actual siendo la continuación hacia el sur de la cordillera de la Costa.
Es de origen ígneo por la clase de roca que lo constituye y por su relieve áspero e irregular, característico de las cadenas de erupción.
Son una sucesión de tierras altas y barrancosas con numerosas cumbres y promontorios muy parecidos entre sí. Sus cabos y puntas terminan en forma abrupta. Lo anterior, unido al silencio y soledad del entorno hacen de estas islas y canales una de las regiones más bellas del planeta. 
Las costas son acantiladas y sus canales, en general son limpios y abiertos, donde hay escollos estos están invariablemente marcados por sargazos.
Existen alturas bastante notables que sirven para reconocer la entrada a los diferentes senos, canales o bahías. Estas están claramente indicadas en las respectivas cartas y derroteros de la región.

## Climatología
La región es afectada continuamente por vientos del oeste y por el paso frecuente de sistemas frontales. Estos sistemas frontales se generan en la latitud 60° S, zona en la que confluyen masas de aire subtropical y masas de aire polar creando un cinturón de bajas presiones que forma los sistemas frontales.
Esta área tiene un clima que se conoce como “templado frío lluviosos” que se extiende desde la parte sur de la X Región de Los Lagos hasta el estrecho de Magallanes. Aquí se registran las máximas cantidades de precipitaciones, en isla Guarello se han alcanzado hasta 9000 mm anuales.
La nubosidad atmosférica es alta, los días despejados son escasos. La amplitud térmica es reducida, la oscilación anual es de aproximadamente 4 °C con una temperatura media de 9 °C. Precipita durante todo el año siendo más lluvioso hacia el otoño.
Existen solo dos estaciones: verano e invierno. El verano comienza en septiembre y los vientos empiezan a rondar del NW al SW. Los días comienza a ser más largos y en octubre puede haber algunos días despejados. En los meses de diciembre, enero y febrero los vientos ya soplan casi exclusivamente del SW con gran intensidad.
Las lluvias, en esta estación, son frecuentes pero no tan persistentes como en el invierno y se presentan bajo la forma de fuertes y copiosos chubascos. La mejor época del año es la que va de febrero a abril. En mayo se observan bravezas de mar que traen mucha marejada. En mayo caen las primeras nevazones las que continúan durante todo el invierno. Las nevazones a veces son tan espesas que la visibilidad se ve reducida a no más de 100 metros. El viento ha rondado al NW. Los meses de junio y julio se consideran los peores del año. El mal tiempo es el estado normal de la región, el buen tiempo es un accidente transitorio
En la mayoría de los senos, esteros y canales las tierras altas hacen cambiar la dirección del viento verdadero. El viento tiende a soplar a lo largo de los canales, siguiendo su dirección y hacia abajo en los valles.
En los puertos y fondeaderos que se encuentran a sotavento de las tierras altas, cuando los chubascos que soplan por lo alto encuentran quebradas o valles, bajan por ellos en forma repentina y violenta, a estos chubascos se les conoce como “williwaws”.
El viento dominante en toda la zona según el mes es: enero del NW – febrero del W – marzo y abril del W – mayo ronda al S – junio cambia al SW – julio y agosto entre el W al SW – septiembre del E y del N – octubre del W – noviembre del W al NW y en diciembre del WNW.

## Flora y fauna
En las laderas y hondonadas de los cerros crece un bosque tupido que se afirma en los intersticios de las rocas, los árboles se entrelazan unos con otros. Normalmente no se desarrollan sobre los 50 metros sobre el nivel del mar, pero donde está resguardado del viento dominante sube hasta los 200 y 300 metros sobre dicho nivel.
Sobre la roca desnuda se observa una formación esponjosa sobre la cual crecen líquenes y musgos desde los cuales surge el agua a la menor presión que se ejerza sobre su superficie. Algunos árboles son el haya, el tepú y el canelo.
El reino animal es muy reducido, se pueden encontrar el zorro y algunos roedores. Hay lobos y nutrias. Entre las aves terrestres y acuáticas podemos encontrar el martín pescador, el tordo, el zorzal, el cisne, el pato, el pingüino, el canquén, la gaviota y el quetro o pato a vapor. Entre los peces se encuentran el róbalo, el pejerrey, el blanquillo y la vieja. Entre los mariscos hay centollas, jaibas, erizos y choros

## Producción

### Producción minera
Sólo se han encontrado minerales de piedra caliza en la isla Guarello el que es extraído y embarcado por la Compañía de Acero del Pacífico y de mármol en la isla Diego de Almagro.

### Producción ganadera
El seno Última Esperanza por la buena calidad de sus pastos es la única parte de esta región donde se ha desarrollado con excelente resultado la crianza de ganado ovejuno, lo que ha originado industrias de carnes frigorizadas, graserías y exportación de lanas.

## Historia
A contar de 1520, con el descubrimiento del estrecho de Magallanes, pocas regiones han sido tan exploradas como la de los canales patagónicos. En las cartas antiguas la región de la Patagonia, entre los paralelos 48° y 50° Sur, aparecía ocupada casi exclusivamente por una gran isla denominada “Campana” separada del continente por el “canal de la nación Calén”, nación que se supuso existió hasta el siglo XVIII entre los paralelos 48° y 49° de latitud sur.
Desde mediados del siglo XX esos canales son recorridos con seguridad por grandes naves de todas las naciones, gracias a los numerosos reconocimientos y trabajos hidrográficos efectuados en esas peligrosas costas.
Por más de 6.000 años estos canales y sus costas han sido recorridas por los kawésqar, indígenas, nómades canoeros. Hay dos hipótesis sobre su llegada a los lugares de poblamiento. Una, que procedían del norte siguiendo la ruta de los canales chilotes y que atravesaron hacia el sur cruzando el istmo de Ofqui. La otra es que procedían desde el sur y que a través de un proceso de colonización y transformación de poblaciones cazadoras terrestres, procedentes de la Patagonia Oriental, poblaron las islas del estrecho de Magallanes y subieron por los canales patagónicos hasta el golfo de Penas. A comienzos del siglo XXI este pueblo había sido prácticamente aniquilado por la acción del hombre blanco.

## Descripción costa este

### Paso Charteris
Mapa del paso
Paso Charteris se llama la entrada al seno Eyre. Su dirección es NE con un largo de 4 nmi y un ancho de 1½ nmi. Comunica el sector NE del canal Icy con el seno Eyre y el seno Falcón.

### Bahía Cascada
Mapa de la bahía
Ubicada en la ribera continental del canal Icy, inmediatamente al sur de la punta French. Expuesta a los vientos reinantes del W y NW puede ofrecer fondeadero a embarcaciones menores.

### Caleta Héctor
Mapa de la caleta
Situada al sur de bahía Cascada en la ribera este del canal Icy. Expuesta a los vientos reinantes del NW puede ofrecer fondeadero a embarcaciones menores.

## Descripción costa oeste

### Isla Saumarez
Mapa de la isla
Ubicada al SSW de la isla Foot. Tiene 13 nmi de largo en dirección NNW-SSE por 6 nmi a 90°. En su costa oeste en la parte sur se encuentra la isla Angle que da origen a dos pasos dentro del canal Escape, los pasos Piloto Pardo y del Abismo.
Por su lado NE corre el canal Grappler que la separa del promontorio Exmouth, por el lado SE el canal Icy la separa del continente y por su lado W el canal Escape y los pasos del Abismo y Piloto Pardo la separan de la isla Wellington.

### Morro Escarpado
Mapa del morro
Es el extremo NE de la isla Saumarez. Es un macizo de roca que se eleva directamente desde la superficie del mar, de gran tamaño, 600 metros de alto. A su cuadra comienza el paso Charteris y la entrada norte del canal Icy.

### Isla Mason
Mapa de la isla
Ubicada 1¼ nmi al SE del extremo sur de la isla Saumarez, al oeste del track recomendado del canal Icy. Tiene 40 metros de alto y un largo de aproximadamente 1 nmi. Hacia el NNE se encuentra la isla Blanca con la que se une en baja mar por una restinga de arena. En el extremo sur se levanta el faro automático isla Mason.
Dos y media millas al sur de la isla se encuentra el punto de unión del canal Icy con el canal Escape y comienza hacia el sur el canal Wide.